# Ficocianina

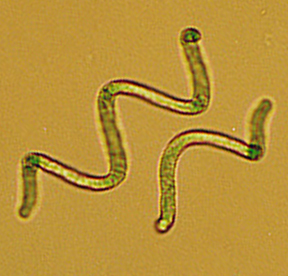
Immagine microscopica della Spirulina

Ficocianina (dal greco phyco, con il significato di «alga» e cianina, da  « kyanos » (ciano), per il colore verde-azzurro) è l'associazione di proteine della famiglia delle ficobiliproteine, e di pigmenti idrosolubili della fotosintesi, le ficocianobiline, della famiglia delle ficobiline.

Struttura di una ficocianobilina.

Le ficocianine sono presenti nei Cyanobacteria (alghe verdi-azzurre), come è il caso della specie Arthrospira platensis (Spirulina) e nelle Rhodophyta (alghe rosse).
Tutte le ficobiliproteine sono solubili in acqua e non possono quindi esistere all'interno di una membrana, contrariamente ai complessi proteine-pigmenti dei vegetali superiori, portatori di carotenoidi e clorofille. Esse possono però aggregarsi per formare dei complessi portatori di luce, chiamati ficobilisomi, che aderiscono alla membrana tilacoidale.

## Proprietà spettrofotometriche
La ficocianina assorbe la luce rosso-arancio, nella zona dell spettro elettromagnetico prossima alla lunghezza d'onda di 620 nm (a seconda del tipo specifico) e, sempre in funzione del tipo, emette fluorescenza a circa 650 nm. La alloficocianina assorbe ed emette radiazione elettromagnetica a lunghezze d'onda più alte rispetto alla ficocianina C o alla ficocianina R.

## Utilizzo

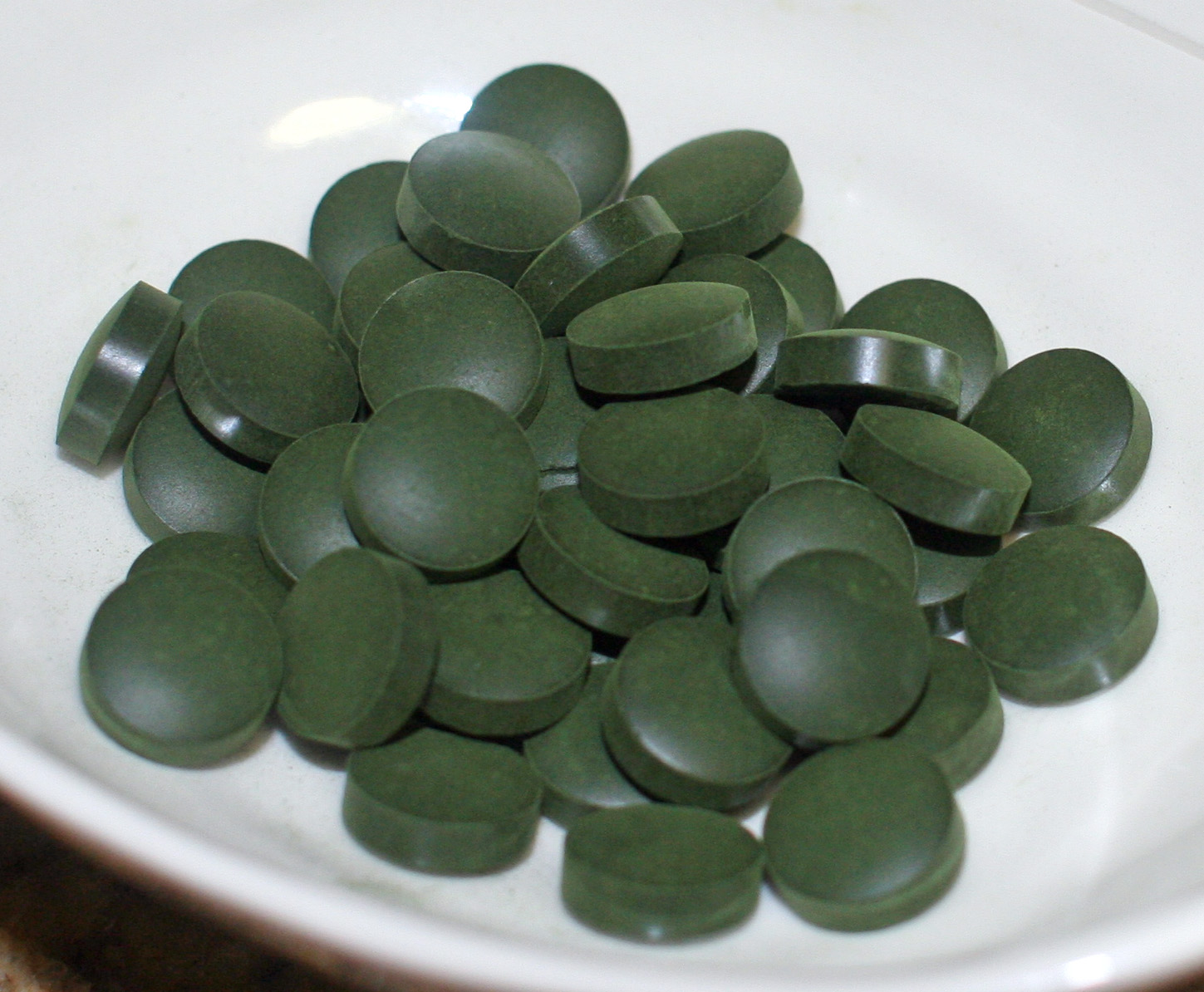
Preparato in compresse con componenti estratti dalla Spirulina

Le proprietà di fluorescenza delle ficobiliproteine le rende utilizzabili, mediante analisi spettrofotometriche, nei kit del test ELISA.
Le ficocianine rivestono un certo interesse in campo dietetico, e sono presenti come preparati in commercio insieme ad altri estratti dalla microalga.